# Howard Simons
Howard Simons, född 3 juni 1929, död 13 juni 1989, var redaktionschef vid Washington Post vid tiden för Watergateaffären och den som gav Bob Woodwards hemliga källa pseudonymen Deep Throat.